# لامک باندا
لامک باندا (انگلیسی: Lameck Banda؛ زادهٔ ۲۹ ژانویهٔ ۲۰۰۱) بازیکن فوتبال اهل زامبیا است.
از باشگاه‌هایی که در آن بازی کرده‌است می‌توان به باشگاه فوتبال آرسنال تولا اشاره کرد.
وی همچنین در تیم‌های ملی فوتبال زیر ۱۷، زیر ۲۰، زیر ۲۳ سال و بزرگسالان زامبیا بازی کرده‌است.